# Палмер Янг, Сара
Сара Грэм Палмер Янг (англ. Sarah Palmer Young; 19 августа 1830, Итака, штат Нью-Йорк, США — 6 апреля 1908, Де-Мойн, штат Айова США) — американская полкова́я медсестра, времён Гражданской войны. В 1867 году она опубликовала книгу «История армейской жизни тёти Бекки» (англ. «The Story of Aunt Becky's Army-Life»), в которой рассказала о своём опыте жизни в военное время.

## Личная жизнь
Родилась в американском городе Итака (штат  Нью-Йорк,  США). При рождении получила имя — Сара Грэм(англ. Sarah A. Graham).
Дважды была замужем:
- Абель О. Палмер (англ. Abel O. Palmer) — умер до 1862 года.
- Дэвид К. Янг (англ. David C. Young) — второй раз вышла замуж 6 апреля 1867 год, после Гражданской войны[2].

## Жизнь во времяГражданской войнывСША
Палмер покинула Итаку 3 сентября 1862 года, в составе 109-го Нью-Йоркского Волонтерского Пехотного Полка направившись в Лорел ( Мэриленд,  США), и оставив двух своих дочерей на попечении родственников.
Полк первоначально служил в Аннаполис Джанкшен, ( Мэриленд,  США), охраняя железную дорогу в Вашингтон (округ Колумбия).
Сохранилась история, в которой рассказывается, что во время осады Питерсберга ( Виргиния,  США) Палмер хотела отправить серьёзного больного человека в Вашингтон, но главный врач был против такого решения. Ей удалось получить билет для больного и отправить его на лечение, что привело к спору с доктором на следующий день. Позже она приукрасила эту историю, включив в неё не одного, а нескольких пациентов, и утверждала, что доктор обратился с жалобой к генералу Армии Союза Улиссу С. Гранту. Согласно более позднему рассказу Палмер, в ответ на жалобу доктора, Грант рассмеялся и сказал:

Мне нечего сказать. Тётя Бекки превосходит меня!
Оригинальный текст (англ.)I've got nothing to say. Aunt Becky outranks me!
— газета Richmond planet (от 13 января, 1900 года)
Получила прозвище «Тётя Бекки» (англ. Aunt Becky); неизвестно, получила ли она его во время гражданской жизни, или же прозвище было дано её пациентами или коллегами  во время войны. Существует такая версия: пациенты часто называли её «Мать» (англ. Mother), что не нравилось Саре Палмер. После того, как один из солдат рассказал о том, что медсестра похожа на его тётушку Бекки, она стала всячески поощрять распространение нового псевдонима.

## ПослеГражданской войны
История жизни тёти Бекки была издана в соавторстве с Сильвией Лоусон Кови (англ. Sylvia Lawson Covey) под названием англ. «The Story of Aunt Becky's Army-Life». В основу книги лёг дневник, который Палмер вела во время войны, большая часть которого была утеряна
— из дневника сохранилось всего около трёх месяцев; поэтому значительная часть была продиктована Палмер по памяти.
В 1867 году Палмер снова выходит замуж — вторым мужем Сары становится Дэвид К. Янг. Через год, вместе с семьёй переехала в Де-Мойн ( Айова,  США). После войны Палмер продолжала интересоваться благосостоянием солдат, а в начале испано-американской войны Палмер собрала средства для Комиссии по санитарной обработке штата Айова (англ. Iowa Sanitation Commission), которая предоставляла медикаменты и медицинские инструменты для солдат, после чего возглавила Комиссию, став её президентом.
Умерла 6 апреля 1908 года, в день 41-й годовщиной свадьбы. Была похоронена на кладбище в лесу в Де-Мойне.

## Внешние ссылки
- Фотографии могилы Сары Грэм Палмер Янг Архивная копия от 4 марта 2016 на Wayback Machine
- Текст «The Story of Aunt Becky's Army-Life» в Викитеке  (англ.)
- Sarah Palmer. The Story of Aunt Becky's Army-Life (неопр.). — Applewood Books[англ.], 2008. — ISBN 978-1-4290-1610-0.
- S. A. Palmer. The Story of Aunt Becky's Army-Life - Primary Source Edition (англ.). — Nabu Press[англ.], 2014. — ISBN 978-1-295-79176-7.
- Account of 2009 Veterans Day ceremony Архивная копия от 4 августа 2020 на Wayback Machine